# Grazia Toderi
Grazia Toderi (* 1963 in Padua) ist eine italienische Videokünstlerin. 

## Leben und Werk
Toderi studierte an der Akademie der Schönen Künste in Bologna und übersiedelte 1992 nach Mailand. 1993 nahm sie im Rahmen der 45. Biennale von Venedig an der Ausstellung Aperto'93 teil. Dort stellte sie neben Fotografien auch das Video Notiscordardime aus, das eine kleine Pflanze zeigt, die von einem Duschwasserstrahl attackiert wird. Es folgten zahlreiche Gruppen- und Einzelausstellungen.
Das Werk von Toderi umfasst Zeichnungen, Fotografie, Video- und Installationskunst. In ihren frühen Videoarbeiten konzentrierte sie sich auf Handlungen, die sich in alltäglichen Umgebungen abspielen. So zeigt beispielsweise das Video Mia testa, mio cuore (1993) eine Puppe, deren Kopf von dem Scheibenwischer eines Autos geschlagen wird oder das Video Soap (1993) dieselbe Puppe in kreisenden Bewegungen in einer Waschmaschine. Bekannt wurde sie insbesondere für ihre großflächige Panoramen von nächtlichen Großstädten oder Stadien, die sie mit kosmischen Elementen verbindet. Darunter zählen Aufnahmen von Florenz, Rom oder London, aber auch die Herstellung von imaginären Städten.
Toderi lebt und arbeitet in Mailand und Turin.

## Einzelausstellungen (Auswahl)
- 2021/2022: GILBERTO ZORIO - GRAZIA TODERI | G, Ex Chiesa del Gesù und Piazza Michele Baretta, Vigone[3]
- 2019: Red Map, FRAC Corse, Korsika[4]
- 2018: Grazia Toderi, Braverman Gallery, Tel Aviv[2]
- 2017: Grazia Toderi e Orhan Pamuk. Words and Stars, Museo di arte moderna e contemporanea di Trento e Rovereto, Rovereto[5]
- 2014: Grazia Toderi. Luci per K. 222, Museo internazionale e biblioteca della musica di Bologna, Bologna[6]
- 2013: Grazia Toderi, John Curtin Gallery, Curtin University, Perth[7]